# Karrabina biagiana
Karrabina biagiana är en tvåhjärtbladig växtart som först beskrevs av Ferdinand von Mueller, och fick sitt nu gällande namn av Rozefelds & H.C.Hopkins. Karrabina biagiana ingår i släktet Karrabina och familjen Cunoniaceae. Inga underarter finns listade i Catalogue of Life.